# سیارک ۱۹۸۰۶
سیارک ۱۹۸۰۶ (به انگلیسی: 19806 Domatthews، نامگذاری:2000SX11) نوزده هزار و هشتصد و ششمین سیارک کشف شده‌است که در ۲۰ سپتامبر ۲۰۰۰ کشف شد.
قدر مطلق سیارک برابر ۱۵.۵ است.